# جاي داريلنغتون
جاي داريلنغتون (بالإنجليزية: Jay Darlington)‏ هو عازف لوحة المفاتيح بريطاني، ولد في 3 مايو 1968 في Sidcup ‏ في المملكة المتحدة.

## وصلات خارجية
- جاي داريلنغتون على موقع IMDb (الإنجليزية)
- جاي داريلنغتون على موقع ميوزك برينز (الإنجليزية)
- جاي داريلنغتون على موقع أول ميوزيك (الإنجليزية)
- جاي داريلنغتون على موقع ديسكوغز (الإنجليزية)